# Glycymeris decussata
Glycymeris decussata is een tweekleppigensoort uit de familie Glycymerididae. De wetenschappelijke naam werd gepubliceerd in 1758 door Carl Linnaeus in de tiende editie van Systema naturae.